# Демонизм

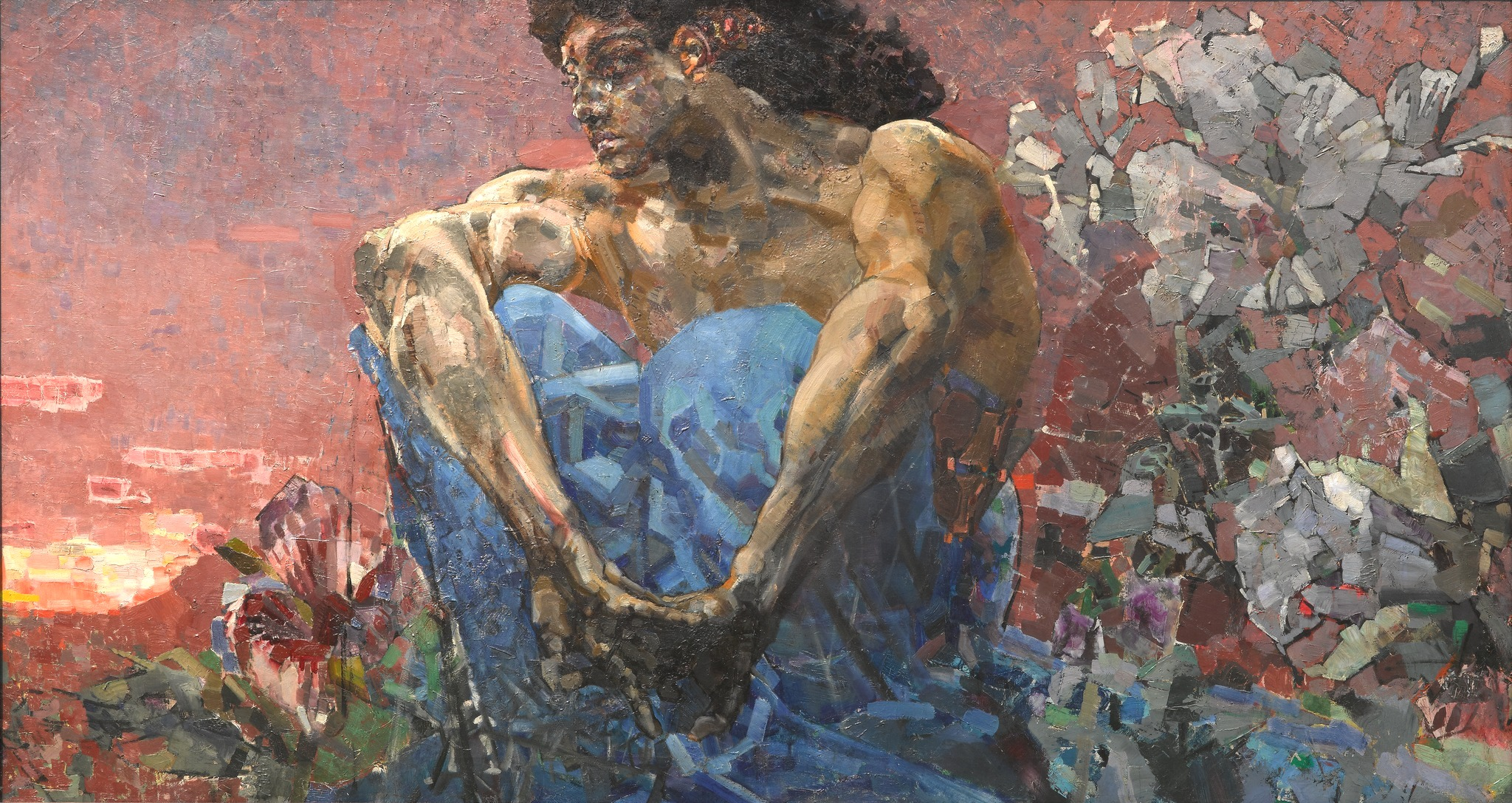
Демон на картине Врубеля

Демони́зм — характерное проявление тёмного романтизма: введение в качестве героя произведения отрицательного персонажа вместо (соответствующего традиции) положительного.
Для демонизма типично не столько абсолютное принятие зла, сколько раскрытие положительных черт во внешне отрицательном образе. Черты, из которых слагается облик демонического героя, — это неприятие мира и мирового порядка («мировая скорбь»), пессимистическая переоценка этических и религиозных норм, одинокий бунт против существующих социальных отношений во имя неограниченной свободы личности. Это приводит к «тяготеющим на его душе» тайным преступлениям, несмотря на присущую демоническому герою любовь к «страждущему человечеству».
Необходимость сюжетного и композиционного выявления этих черт, в частности, противоречия между внешне отрицательным и внутренне положительным образом демонического героя, приводит к сюжетике романа ужасов, композиционной технике тайны, построенным на резких контрастах в характеристиках.
В основе демонизма часто лежит ярко выраженное сексуальное желание или анархический бунт против общества. Демонический герой часто оказывается разновидностью байронического героя: таковы персонажи Байрона («Каин», «Манфред», «Преображенный урод», «Лара», «Корсар» и т. д.), А. де Виньи («Элоа»), Лермонтова («Демон») и др.
Наличие в демоническом герое момента бунта позволяет вводить в него элементы революционных настроений, примером чего могут служить демонические герои В. Гюго («Рюи Блаз», «Человек, который смеётся» и другие). В позднейшем романе тайн демонический герой снижается до фигуры загадочного благодетеля несчастных и карателя тайных преступлений («Граф Монте-Кристо» Дюма, «Парижские тайны» Сю).
В статье использован текст из Литературной энциклопедии 1929—1939, перешедший в общественное достояние, так как автор — R. S. — умер в 1939 году. 